# Jack i czarodziejska fasola
Jack i czarodziejska fasola (ang. Jack and the Beanstalk: The Real Story) – amerykański film familijny bazujący na angielskiej baśni Jaś i magiczna fasola. Film jest emitowany w trzech częściach na kanale KidsCo w Kinie KidsCo.

## Opis fabuły
W dolinie wypełnionej iskrzącą mgiełką i obsadzoną kwitnącymi białymi różami o nieskazitelnej urodzie, stoi średniowieczny zamek o potężnych, kamiennych ścianach i wspaniałych wieżycach. Magiczny Zamek i Kasyno to marzenie bogatego przedsiębiorcy budowlanego – Jonathana Williama Von Hapsburga Robinsona (w skrócie Jack). W jego rodzinie mężczyźni zawsze byli uczeni, aby "wierzyć w możliwość niemożliwego". Jednak z powodu jego marzenia na światło dzienne wydostaje się koszmar. Na terenie budowy odkopano ludzki szkielet, który był ogromnej wielkości. Czy było to największe znalezisko naukowe na przestrzeni wieków, czy też staranne przygotowane oszustwo, które było zaaranżowane z powodu chciwości Jacka? Na jego pytanie przychodzi późną nocą pod postacią tajemniczej kobiety imieniem Matriarch. Matriarch twierdzi, że zna rodzinę Robinsonów od wieków i odkrywa przed nim tajemnicę, która trapiła jego ród przez setki lat. Matriarch opowiada mu o grzechach jego przodków i o rodzinnej klątwie, którą tylko Jack może pokonać. Stwór, który zrodził się z dala od chciwości i bogactwa rodziny Robinsonów jest na granicy zmartwychwstania. Aby go powstrzymać, Jack musi powrócić do innego miejsca w czasie, do fantastycznego świata, gdzie baśnie stają się rzeczywistością.

## Obsada
- Matthew Modine – Jack Robinson
- Vanessa Redgrave – Matriarch
- Mia Sara – Ondine
- Daryl Hannah – Thespee
- Jon Voight – Siggy
- Richard Attenborough – Magog
- Bill Barretta – Thunderdell
- Honor Blackman – Jules
- Jim Carter – Odin
- James Corden – Bran
- Freddie Highmore – Chłopak na placu zabaw
- David Nicholls – Ragnar, kat
- Leo Dolan – Pracownik budowy
- Peter Guinness – Hall Cryer
- Rachel Shelley – Harmonia